# What Hurts the Most (Cascada-dal)
A What Hurts the Most a Cascada együttes Perfect Day albumának első kislemeze. 2007-ben jelent meg, először Svédországban, majd december 4-én az Egyesült Államokban, december 10-én az Egyesült Királyságban, és végül 2008. január 4-én Németországban.
A dal az 5. pozíciót érte el a svéd slágerlistán, a brit listán pedig a 16. helyen debütált. Az Egyesült Államokban elérte az 52. helyezést a Billboard Hot 100 listán, majd 23 hónappal a megjelenése után, 2009. október 28-án aranylemez lett 500 000 eladott példány után.

## Számlista
1. Yanou's Candlelight Mix (Ballad) - 3:56
2. Radio edit – 3:41
3. Topmodelz Radio Edit - 3:47
4. Spencer & Hill Radio Edit - 3:30
5. Original Extended - 5:17
6. Extended Club Mix - 5:07
7. Spencer & Hill Club Remix - 7:00
8. Last Christmas (G. Michael) - 3:53